# Équipe du pays de Galles de rugby à XV au Tournoi britannique 1905
L'Équipe du pays de Galles de rugby à XV au Tournoi britannique 1905 termine première en remportant trois victoires et la triple couronne par la même occasion. Cette victoire est la troisième d’une longue série de sept victoires en douze ans dans le tournoi, de 1900 à 1911. Cette équipe compte alors des joueurs de talent comme Rhys Gabe, Dicky Owen. Dix-neuf joueurs ont contribué à ce succès. 

## Liste des joueurs

### Première ligne
- Will Joseph (3 matches)
- Twyber Travers (3 matches)
- Jehoida Hodges (3 matches)

### Deuxième ligne
- Dai Jones (3 matches)
- Arthur Harding (3 matchs, 1 essai)

### Troisième ligne
- Billy O'Neill (3 matches)
- Charlie Pritchard (2 matches)
- Harry Watkins (3 matches)
- Jack Williams (1 match)

### Demi de mêlée
- Dicky Owen (3 matches)

### Demis d’ouverture
- Dick Jones (1 match, 1 essai)
- Windham Jones (1 match, 1 essai)
- William Trew (1 match)

### Trois quart centre
- Rhys Gabe (3 matches, 1 essai)
- Gwyn Nicholls (1 match)
- Dan Rees (2 matches)

### Trois quart aile
- Teddy Morgan (3 matches, 3 essais)
- Willie Llewellyn (3 matches, 3 essais)

### Arrière
- George Davies (3 matches, 4 transformations).

## Résultats des matches
- Le 14 janvier 1905, victoire 25 à 0 contre l'équipe d'Angleterre à Cardiff
- Le 4 février, victoire 6 à 3 contre l'équipe d'Écosse à Inverleith, Édimbourg
- Le 11 mars, victoire 10 à 3 contre l'équipe d'Irlande à Swansea.

## Points marqués par les Gallois

### Match contre l'Angleterre
- Teddy Morgan (6 points, 2 essais)
- George Davies (4 points, 2 transformations)
- Rhys Gabe (3 points, 1 essai)
- Arthur Harding (3 points, 1 essai)
- Willie Llewellyn (3 points, 1 essai)
- Harry Watkins (3 points, 1 essai)

### Match contre l'Écosse
- Willie Llewellyn (6 points, 2 essais)

### Match contre l'Irlande
- George Davies (4 points, 2 transformations)
- Teddy Morgan (3 points, 1 essai)
- Windham Jones (3 points, 1 essai)

## Statistiques

### Meilleurs réalisateurs
- Willie Llewellyn et Teddy Morgan, 9 points
- George Davies 8 points

### Meilleurs marqueurs d'essais
- Willie Llewellyn et Teddy Morgan, 3 essais.